# Светловское сельское поселение (Крым)
Светловское се́льское поселе́ние (укр. Світлівське сільське́ посе́лення, крымскотат. Tamaq Qırğız köy yurtu, Тамакъ Къыргъыз кой юрту) — муниципальное образование в Джанкойском районе Республики Крым Российской Федерации.
Административный центр — село Светлое.

## География
Расположено на востоке Джанкойского района, в степной зоне полуострова, у границы с Нижнегорским районом.

## История
В 1986 году был образован Светловский сельский совет, выделением из состава Просторненского.
Статус и границы Светловского сельского поселения установлены Законом Республики Крым от 5 июня 2014 года № 15-ЗРК «Об установлении границ муниципальных образований и статусе муниципальных образований в Республике Крым».

## Население
| 2001  | 2014  | 2015  | 2016  | 2017  | 2018  | 2019  |
| ----- | ----- | ----- | ----- | ----- | ----- | ----- |
| 2519  | ↘1698 | ↗1701 | ↘1670 | ↘1628 | ↘1597 | ↘1571 |
| 2020  | 2021  |       |       |       |       |       |
| ↘1535 | ↗1585 |       |       |       |       |       |

## Состав сельского поселения
| № | Населённый пункт | Тип населённого пункта       | Население |
| - | ---------------- | ---------------------------- | --------- |
| 1 | Благодатное      | село                         | ↘90       |
| 2 | Светлое          | село, административный центр | ↘1608     |